# The Spartans Football Club
The Spartans Football Club es un club de fútbol de Escocia, con sede en Edimburgo. Fue fundado en 1951 y compite en la Scottish League Two, cuarta categoría del fútbol escocés.

## Historia
Fue fundado en el año 1951 en la ciudad de Edimburgo por graduados de la Universidad de Edimburgo. Fueron uno de los equipos más exitosos de la East of Scotland Football League en los años 1970, y en 1978 jugaron por primera vez la ronda de clasificación de la Copa de Escocia, llegando a jugar los octavos de final en la temporada 2003/04, cayendo eliminado por el Livingston FC. En 2013 ingresaron a la Lowlands League junto a su equipo femenil The Spartans WFC.
Diez años más tarde, en 2023, logró el ascenso a la Scottish League Two tras vencer al Albion Rovers Football Club en los play-off con un resultado global de la eliminatoria por 2-1.

## Palmarés

### Torneos locales
- Lowland Football League (3): 2013–14, 2017–18, 2022–23
- East of Scotland Football League (9): 1971–72, 1983–84, 1996–97, 2001–02, 2003–04, 2004–05, 2008–09, 2009–10, 2010–11
- SFA South Region Challenge Cup (4): 2008–09, 2009–10, 2010–11, 2022–23
- Lowland League Cup (1): 2016–17
- East of Scotland Qualifying Cup (10): 1983–84, 1989–90, 1995–96, 1997–98, 2001–02, 2005–06, 2006–07, 2010–11, 2016–17, 2018–19[3]
- East of Scotland City Cup (3): 2004–05, 2005–06, 2006–07
- East of Scotland League Cup (5): 2003–04, 2004–05, 2009–10, 2010–11[4]
- King Cup (12): 1973–74, 1977–78, 1987–88, 2000–01, 2001–02, 2002–03, 2004–05, 2005–06, 2007–08, 2009–10, 2010–11, 2012–13